# Cokula
Cokula (njemački: Oggau am Neusiedler See, mađarski: Oka) je tržni grad u austrijskoj saveznoj državi Gradišće, administrativno pripada Kotaru Željezno-okolica. 

## Stanovništvo
Cokula prema podacima iz 2010. godine ima 1.791 stanovnika. 1910. godine je imala 1670 stanovnika većinom Nijemca.

## Vanjske poveznice
- Internet stranica naselja